# Kanton La Ferté-Gaucher
Kanton La Ferté-Gaucher is een voormalig kanton van het Franse departement Seine-et-Marne. Het kanton maakte deel uit van het arrondissement Provins.
 Het werd opgeheven bij decreet van 18 februari 2014 met uitwerking in maart 2015.

## Gemeenten
Het kanton La Ferté-Gaucher omvatte de volgende gemeenten:
- La Ferté-Gaucher, 4.150 inwoners (hoofdplaats)
- Jouy-sur-Morin, 1.929 inwoners
- Choisy-en-Brie, 1.152 inwoners
- Chevru, 855 inwoners
- Saint-Rémy-la-Vanne, 807 inwoners
- Saint-Siméon, 737 inwoners
- Amillis, 685 inwoners
- Saint-Martin-des-Champs, 552 inwoners
- Lescherolles, 418 inwoners
- Meilleray, 398 inwoners
- Saint-Barthélemy, 361 inwoners
- Marolles-en-Brie, 355 inwoners
- La Chapelle-Moutils, 324 inwoners
- Dagny, 322 inwoners
- Chartronges, 270 inwoners
- Montolivet, 203 inwoners
- Saint-Mars-Vieux-Maisons, 188 inwoners
- Leudon-en-Brie, 144 inwoners